# Пухов, Тимур Таймуразович
Тиму́р Таймура́зович Пу́хов (род. 17 июня 1998, Владикавказ) — российский футболист, полузащитник клуба «МЛ Витебск».

## Карьера
Выпускник школы ПФК ЦСКА Москва.
За ЦСКА играл в молодёжном первенстве России и юношеской лиге УЕФА. За основную команду провёл 1 матч в кубке России против «Тюмени» (1:1, д.в., 0:3 пен.) 18 октября 2018 года и забил гол на 109-й минуте.
8 февраля 2019 года стал игроком литовского «Жальгириса» (из-за череды травм играл в основном за вторую команду в первой лиге, за основной состав вильнюсского клуба сыграл в высшем литовском дивизионе в двух матчах в сумме около 15 минут), а 3 июля 2019 года подписал контракт с ярославским «Шинником», участвовавшим в Первенстве ФНЛ.
В июле 2021 года стал игроком «Новосибирска», в составе которого дебютировал 20 июля, выйдя на замену во втором тайме выездного поединка первенства против пермской «Звезды». В начале декабря того же года покинул сибирский клуб, расторгнув контракт досрочно.
В марте 2023 года футболист пополнил ряды белорусского клуба «Нафтан». В феврале 2024 года футболист перешёл в белорусский клуб «Гомель».